# Mijáilivka (Odesa)
Mijáilivka (en ucraniano: Михайлівка, romanizado: Myjáilivka) es un pueblo ucraniano perteneciente al óblast de Odesa. Situado en el suroeste del país, es parte del raión de Odesa y del municipio (hromada) de Víjoda.

## Toponimia
El nombre del asentamiento en otros idiomas de importancia en el pueblo es Mijáilovka (en ruso: Михайловка). El lugar se conocía como Johannestal hasta 1944 (en alemán: Johannestal ; en ucraniano: Йоганнесталь).

## Historia
Mijáilivka perteneció al raión de Biliaivka hasta que desapareció julio de 2020 como parte de la reforma administrativa de Ucrania, que redujo el número de raiones del óblast de Odesa a siete. El área del raión de Bilaivka se transfirió al raión de Odesa.

## Demografía
La evolución de la población de Mijáilivka entre 1989 y 2001 fue la siguiente:
| 194                                                           | 175 |
| (Fuente: Cities & Towns of Ukraine y UKRAINE: Größere Städte) |     |

Según el censo de 2001, la lengua materna de la mayoría de los habitantes, el 96,57%, es el ucraniano; y del 2,29%, el ruso.